# 約納斯·加爾·斯特勒
約納斯·加爾·斯特勒（挪威語：Jonas Gahr Støre，挪威語發音：[ˈjùːnɑs gɑ‿ˈʂtø̂ːrə]，1960年8月25日—）挪威政治人物，隸屬工黨。他於2005年至2012年擔任挪威外交大臣，2012年至2013年擔任衛生與護理大臣。他自2009年起是挪威國會議員，2014年成為工黨領袖。2021年9月在议会选举中带领工党获胜，隨後與中間黨合組聯合政府並接任首相。

## 外部連結
- 维基共享资源上的相關多媒體資源：約納斯·加爾·斯特勒